# Bozsik József Stadion
A Bozsik Stadion (teljes nevén Bozsik József Stadion) egy különböző sportrendezvények lebonyolítására alkalmas lebontott stadion Kispesten, Budapesten, Magyarországon.
A 9500 néző befogadására alkalmas, 5500 ülő és 4 000 állóhellyel rendelkezett, részben fedett építmény, a Budapest Honvéd hazai labdarúgó-mérkőzéseinek volt az otthona.
A stadion 1986. október 1-je óta viselte ezt a nevet, névadója az egykori magyar válogatottsági csúcstartó Bozsik József volt.

## Története
A Kispesti AC első sporttelepe a Sárkány utca végén épült. A telket a város adományozta, a sporttelepet a kispesti kisiparosok és kereskedők, elsősorban Polacsek Ferenc szállodatulajdonos és Herbacsek Ferenc fakereskedő hathatós anyagi segítségével építették fel. A létesítményt 1913-ban adták át, melyet az ellenfelek  „sárkánybarlang” becenéven emlegettek. Az első modernizálási beruházásra 1927-ben került sor, azonban a falelátó és az épületek 1934-ben leégtek.
1938. január 2-án vasárnap avatták fel a Kispesti AC új sporttelepét jelenlegi helyén. Az új aréna 8 000 néző befogadására volt alkalmas, 5 000 ülő- és 3 000 állóhellyel rendelkezett. Az öltözők már korszerűek voltak, hideg-meleg vizes tisztálkodási lehetőséggel.
1939. február 12-re a tribünt kibővítették, a pályát már gyepszőnyeg borította. Az aznap tartott nemzeti bajnoki labdarúgó-mérkőzésen már egy 15 000 néző befogadására alkalmas stadion várta a szurkolókat. A néhány hónappal később kirobbant második világháború idején a létesítmény számos károsodást szenvedett.
A kispestiek már a háború befejezése előtti utolsó hetekben megkezdték rekonstrukciós munkálatokat: újrafüvesítettek, a fedett lelátó alapját immáron betonból építették újjá, és a temető melletti részen egy edzőpályát létesítettek. A felújítást 1955-ben bővítés és átalakítás követett. 1957 augusztus 24-én, a Tatabánya ellen 30.000 szurkoló volt a stadionban. Ez azóta is a legmagasabb nézőszám.
1967. május 20-án a Szombathelyi Haladás elleni barátságos labdarúgó-mérkőzésen avatták fel a villanyvilágítást és az új, kibővített tribünt. A stadion 25 000 férőhelyes volt és már három edzőpálya környékezte: egy füves, egy földes és egy salakos borítású.
1986. október 1-jén látványos ceremónia és egy Kispest Honvéd–Brøndby BEK-mérkőzés keretében keresztelték át a létesítményt. Új nevét a 101-szeres magyar válogatott labdarúgóról, Bozsik Józsefről kapta. A névadóra a stadion új, erősebb megvilágosítást kapott, a gyepszőnyeget teljesen lecserélték, a játéktér szélesebb és hosszabb lett. Közel két évtizedig az utolsó rekonstrukciós munkálatokat 1990-ben végezték, amikor az öltözőket és a fürdőket újították fel.

Az egyre borúsabb képet festő Bozsik Stadionra a Budapest Honvéd új tulajdonosa, az amerikai George F. Hemingway és cégének szerepvállalása vetett fényt. 2006 szeptemberében a centerpálya új vízelvezető és automata-öntözőrendszert, valamint új gyepszőnyeget kapott, 5 500 piros-fekete műanyag széket szereltek fel a korszerűsített lelátóra. Felújították a sajtóhelyet, kondicionáló termet építettek, a hangosítást, az eredményjelzőt és a megvilágosítást modernizálták.

### A stadion lebontása és újjáépítése
Az új stadion több mint 8000 férőhelyes lesz. A közbeszerzés nyertesei a Pharos 95 Sportpályaépítő Kft. és a West Hungária Bau Kft. nettó 11,8 milliárd forintból építik fel az új Bozsik Stadiont. A szerződést 2018. december 6-án kötötték meg. 
A stadion bontása 2019 elején megkezdődött. 